# Never Say Never World Tour
Never Say Never World Tour är den andra konsertturnén med den amerikanska sångerskan Brandy Norwood. Turnéns syfte var att marknadsföra sångerskans hit-album Never Say Never (1998) och blev Brandys första världsturné som besökte Nordamerika, Asien och Europa.

## Förband
- 702
- Tyrese
- Steve "Silk" Hurley
- C-Note
- Ray J

## Turnéns låtförteckning
1. "Never Say Never Intro"
2. "Happy"
3. "Baby"
4. "I Wanna Be Down"
5. "Sittin' Up in My Room"
6. "U Don't Know Me (Like U Used To)"
7. "The Boy Is Mine"
8. "Angel in Disguise"

## Turnédatum
| Datum            | Stad       | Land     | Plats            |
| ---------------- | ---------- | -------- | ---------------- |
| Nordamerika      |            |          |                  |
| 13 april 1999    | New York   | USA      | Beacon Theatre   |
| Europa           |            |          |                  |
| 5 maj 1999       | Berlin     | Tyskland | Berlin Arena     |
| Nordamerika      |            |          |                  |
| 30 juni 1999     | Cincinnati | USA      | Radisson Hotel   |
| 20 november 1999 | Chicago    | USA      | Rosemont Theatre |
| November 1999    | Detroit    | USA      |                  |